# Plascassier

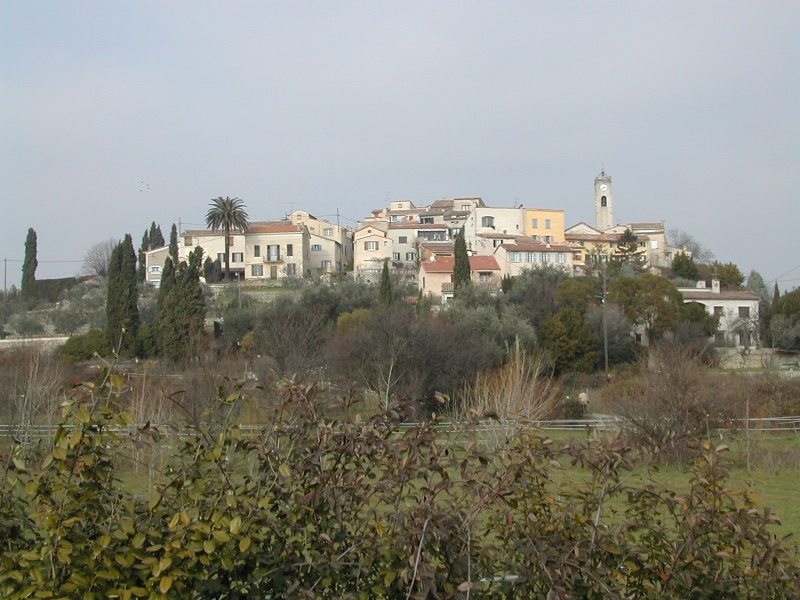
Plascassier

Plascassier ist ein Ortsteil von Grasse, einer für ihre Parfümfabriken bekannten Stadt im Hinterland der Côte d’Azur im Osten des Départements Alpes-Maritimes, zwölf Kilometer nördlich von Cannes an der Mittelmeerküste.

## Geographie
Die Präfektur Nizza ist ungefähr 29 Kilometer Luftlinie, die französische Hauptstadt Paris ungefähr 677 km Luftlinie von Plascassier entfernt. Die Stadt Grasse bietet einen großen Anteil an Waldgebieten und erstreckt sich über eine weite Fläche. Es gibt große Höhenunterschiede in Plascassier, die von unter 100 bis über 1000 Meter reichen. Die durchschnittliche Höhe liegt bei 333 Metern.

## Ortsnamenforschung
Plascassier hieß ursprünglich „Plan Escassier“ und „Planscassier“, was „schlammiger Weg“ bedeutet. Das provenzalische Wort „escassier“, französisch „échasse“, heißt auf Deutsch „Stelzen“.

## Sehenswürdigkeiten
- Die Kirche von Plascassier, die 1644 erbaut wurde, wurde dem heiligen Pankratius gewidmet. Das Dörfchen hat sein eigenes Kirchspiel, welches 1770 gegründet und dessen Kirche 1882 restauriert wurde.
- Der Springbrunnen, der am 10. Mai 1891 eingeweiht wurde, wird mit dem Wasser des Aquäduktes de Foulon versorgt.

## Persönlichkeiten mit Beziehung zu Plascassier
- Édith Piaf (1915–1963), französische Sängerin, starb am 10. Oktober 1963 im Alter von 47 Jahren in Plascassier an einer Leberzirrhose. Théo Sarapo brachte, von den engsten Freunden unterstützt, ihren Leichnam noch in derselben Nacht – heimlich und in einem Krankenwagen getarnt – in „ihre“ Stadt Paris zurück. Ihr Hausarzt, der den Totenschein für den 11. Oktober ausstellte, gab als Sterbeort Paris an.

Koordinaten: 43° 39′ N, 6° 59′ O